# Marshall Arnold
Marshall Arnold (* 21. Oktober 1845 bei Farmington, Missouri; † 12. Juni 1913 in Benton, Missouri) war ein US-amerikanischer Politiker. Zwischen 1891 und 1895 vertrat er den Bundesstaat Missouri im US-Repräsentantenhaus.

## Werdegang
Marshall Arnold besuchte die öffentlichen Schulen seiner Heimat. In den Jahren 1870 und 1871 unterrichtete er selbst als Lehrer am Arcadia College. Danach war er bei der Verwaltung des Bezirks- und Nachlassgerichts im St. Francois County angestellt. Nach einem Jurastudium und seiner 1872 erfolgten Zulassung als Rechtsanwalt begann er in Commerce in diesem Beruf zu arbeiten. Von 1873 bis 1876 war er Staatsanwalt im dortigen Scott County. Gleichzeitig schlug er als Mitglied der Demokratischen Partei eine politische Laufbahn ein.
Von 1877 bis 1879 saß Arnold als Abgeordneter im Repräsentantenhaus von Missouri. Bei den Kongresswahlen des Jahres 1890 wurde er im 14. Wahlbezirk seines Staates in das US-Repräsentantenhaus in Washington, D.C. gewählt, wo er am 4. März 1891 die Nachfolge von Robert Henry Whitelaw antrat.  Nach einer Wiederwahl konnte er bis zum 3. März 1895 zwei Legislaturperioden im Kongress absolvieren. Im Jahr 1894 unterlag er dem Republikaner Norman Adolphus Mozley. Nach seinem Ausscheiden aus dem US-Repräsentantenhaus praktizierte Arnold als Anwalt in Benton, wo er am 12. Juni 1913 starb.